# Чуркин, Борис Сергеевич
Борис Сергеевич Чуркин (24 апреля 1937, Сысерть, Свердловская область, РСФСР, СССР — 30 марта 2011, Екатеринбург, Россия) — советский изобретатель, доцент, профессор, доктор технических наук, действительный член Академии инженерных наук РФ и Академии профессионального образования РФ.

## Биография
Окончил Уральский политехнический институт им. С. М. Кирова в 1959 году по специальности «Литейное производство черных и цветных металлов».
С 1959 по 1964 годы работал на заводах Уралэлектротяжмаш и Боткинском машиностроительном заводе. Был на должности мастера и начальника технологического бюро литейных цехов.
С 1966 по 1988 годы работал ассистентом, доцентом, профессором Уральского политехнического института.
В 1968 году защитил диссертацию на соискание степени кандидата технических наук, в 1981 году — доктора технических наук.
С 1982 по 1988 — декан металлургического факультета.
В 1988 году начал работать в Свердловский инженерно-педагогический институт, где организовал и возглавил кафедру автоматизации и технологии литейных процессов.
С 1985 года член диссертационного совета по техническим наукам в УГТУ-УПИ.
Скончался 30 марта 2011 года в Екатеринбурге. Похоронен на Северном кладбище.

## Научная деятельность
Под научным руководством подготовлено 4 доктора и 20 кандидатов наук. В настоящее время готовятся к защите 3 соискателя.
Подготовил и читал лекции по дисциплинам «Теория литейных процессов», «Литейная гидравлика и теплофизика», «Технология литейного производства», «Теория и практика управления предприятием», «Физическая химия и теория металлургических процессов», «Логика».

## Награды
- Почетное звание «Заслуженный деятель науки Российской Федерации»[4]
- Золотая медаль Всесоюзной выставки Миноборонпрома СССР[1].